# Star Village (32ME16)
Star Village (32ME16) var den sidste, selvstændige hovedby af jordhytter grundlagt af arikaraerne i North Dakota.:61  Den omtales som Star Village efter byens høvding.:75 
Bygningen af hytterne på sydsiden af Missouri River startede i foråret 1862. Over 80 nye hytter var beboet i august, men inden den store ceremoni-hytte stod helt færdig, opgav arikaraerne enhver tanke om en fremtid i byen efter en kamp med besøgende siouxer. Af frygt for kommende opgør med lakotaer og måske også andre fjendtlige siouxer søgte de tilflugt på den anden side af Missouri River. Her skabte de deres egen bydel nord for mandanerne og hidatsaernes jordhytter i disses fællesby, Like-a-Fishhook Village.:10 

## Arikaraernes byer op til 1862
De første tre årtier af 1800-tallet levede arikaraerne i byer ved Missouri River i South Dakota.:38  Efter en årelang og mislykket migration til deres forhistoriske stammefæller blandt skidi-pawneerne i Nebraska,:30  viste arikaraerne sig pludselig i North Dakota i 1837.:90 
En koppe-epidemi bredte sig over den nordlige prærie kort efter deres ankomst med fatale følger for dem og især for mandanerne i byen Mitutanka tæt ved handelsstationen Fort Clark. Arikaraerne flyttede ind i byens tomme jordhytter, da epidemien ebbede ud.:95  De genrejste byen efter at en hær yankton-siouxer brændte den ned til grunden den 9. januar 1839.:181  (Arikaraerne opholdt sig da i en vinterby i en lavtliggende floddal).
Arikaraerne levede stadig i de genopførte jordhytter sidst på sommeren 1861. Efter lukningen af Fort Clark året før stod de dog uden en handelsstation. Dét og et angreb på byen udført af siouxer fik dem til at flytte 40 km op ad Missouri River for at starte på en frisk i nærheden af mandanerne og hidatsaerne næste forår. :108 

## Star Village
I foråret 1862 forlod arikaraerne deres vinterbyer og påbegyndte opførelsen af dels en lille by med måske 20 familier:74 og 120  samt Star Village bestående af over 80 jordhytter.:72  Den udsete plads for hovedbyen lå på et lidt tilbagetrukket plateau på sydsiden af Missouri River og et par kilometer højere oppe ad floden end Like A Fishhook Village på den modsatte bred.:68 
Byarealet med en åben midterplads til ceremoni-hytten var på omkring 4.000 m2. Byen blev på et tidspunkt omgivet af en tilnærmelsesvis oval forsvarsgrøft.:69  Hytternes indvendige diameter lå gerne mellem 11 og 12 meter,:85  og udgangen vendte som hovedregel ind mod midterpladsen med ceremoni-hytten.:83  Denne havde en diameter på over 20 meter; mangelen på både et ildsted og et alter i form af en lav forhøjning af jord ses af arkæologer som tegn på at den aldrig nåede at blive indviet.:86  I nogle jordhytter havde familierne gravet forrådsgruber. Mange indbyggere boede imidlertid i byen i så få måneder, at der ikke opstod et behov for at konstruere en.:103 
En dag i august slog en lejr siouxer tipierne op i nærheden i Star Village for bl.a. at købe majs. En hvid handelsmand havde giftet sig ind i arikara-stammen, og uenighed om priserne under en handel fik siouxerne til at dræbe ham. Arikaraerne kastede sig over de besøgende, der tilsyneladende var bedre bevæbnet. Seksten arikaraer døde i den følgende kamp.:74  Drengen Red Star mistede sin mor og en femårig søster.:195  Som 18 årig meldte han sig til den amerikanske hær og spejdede for den mod siouxerne.:197 
Om aftenen holdt arikaraerne vagt af frygt for et angreb, og måske gravede byens mænd, kvinder og store børn i fællesskab den knap 60 cm dybe og ca. 1½ meter brede forsvarsgrøft i mørket.:98 
Den næste dag krydsede stammen Missouri River for at slutte sig til indbyggerne i Like A Fishhook Village.:74  I 1864 påpegede arikara høvding White Shield i en tale, hvordan hans folk var blevet fordrevet fra Star Village og hele deres traktatdefinerede land syd for Missouri River af siouxerne.
Arikaraerne holdt til i Like A Fishhook Village, lige indtil de flyttede ud på deres private jordlodder i tiden efter 1885, da Fort Berthold reservatet var etableret.:113 
Pladsen med Star Village er oversvømmet af den kunstige sø Lake Sakakawea, der blev skabt ved bygningen af Garrison Dam i 1950erne.:264 